# Juntos (novela)
Juntos (en inglés original Matched), es una historia de ciencia ficción y romance, dirigida al público adulto-juvenil y escrita por la estadounidense Allyson Braithwaite Condie. Se lanzó en Estados Unidos el 30 de noviembre de 2010, y en España el 18 de marzo de 2011. Antes de su publicación en EE.UU, el libro se había vendido en 30 países y Disney se interesó en la obra. Poco  después de su lanzamiento, alcanzó el cuarto puesto en la lista de los más vendidos de Publishers Weekly y Amazon y fue número cinco en la clasificación del The New York Times. 
Juntos es el primero de la trilogía con el mismo nombre. El siguiente libro de esta serie es Crossed, que se publicó en noviembre de 2011 y el tercero Reached salió a la venta en noviembre de 2012.

## Argumento
En una época lejana, las personas están controladas por la Sociedad, la máxima autoridad. Los funcionarios los vigilan, los observan cada minuto, cada segundo. La gente ya no debe decidir nada; la Sociedad decide por ella. Donde debe trabajar, a quien deben amar, e incluso cuando deben morir. Cuando un joven cumple diecisiete años, le celebran un banquete, donde le comunican cual será la pareja con la que tendrá que pasar el resto de su vida. La persona puede ser de cualquier otra ciudad, de cualquier sitio. Las autoridades deciden quién es. 
Este es el caso de Cassia, la protagonista. Su pareja perfecta resulta ser su mejor amigo de la infancia, Xander. Pero, al introducir la microficha con los datos de Xander en el terminal, un fallo hace que todo cambie; en vez de la cara de Xander aparece la de otro chico, Ky. Esto hace que Cassia comience a dudar si de verdad Xander es su pareja perfecta.

### Sinopsis
La historia inicia con la protagonista, Cassia Maria Reyes preparándose para la ceremonia de su banquete, anfitrionado por la Sociedad, que utiliza algoritmos para determinar el compañero perfecto para sus ciudadanos al cumplir los 17 años. En el banquete a Cassia se le asigna como pareja a su mejor amigo, Xander Carrow.
Cassia, al igual que todos los demás individuos emparejados, se le da una microficha que se supone que tiene información sobre su pareja. Cuando Cassia usa su microficha, tanto Xander y su amigo Ky Markham aparecen en la pantalla. Una funcionaria de la Sociedad visita a Cassia y le dice que fue un error ya que Ky es un aberrante, y los aberrantes no pueden ser emparejadas.
Cassia visita a su abuelo, que está a punto de cumplir 80 años, la edad en la que todos los ciudadanos de la Sociedad deben morir. En su banquete final, la última comida de sus platos favoritos, le da un poema, que ha sido prohibido por la Sociedad. Este encuentro hace que Cassia comience a sospechar acerca de la forma que la sociedad funciona.
Una serie de encuentros tanto con Xander y Ky hace que Cassia se pregunte quién estaba destinado realmente para estar con ella. Ky y Cassia se conocen mejor durante los viajes de excursión, cuando Ky empieza a enseñarle a Cassia actividades prohibidas como la escritura. Eventualmente él le cuenta su historia: Ky vivía en una de las provincias exteriores antes de que su familia fuera asesinada por la Sociedad. Un oficial se lleva a Ky a vivir con su tía y su tío ya que su hijo murió asesinado por un anómalo. A lo largo de este tiempo, Cassia sospecha sobre las acciones de Xander y su conocimiento de la sociedad, especialmente cuando la ayuda a ocultar un objeto prohibido (Una brújula) de Ky de los funcionarios Sociedad.
Cassia también continúa su formación como una clasificadora, un trabajo en el que es excepcionalmente buena. Su prueba final será clasificando los trabajadores de una fábrica de alimentos, incluyendo Ky, por su eficiencia. Durante el entrenamiento, Cassia se entera de que la Sociedad envenena la tercera edad durante la cena de clausura, y que los trabajadores de las fábricas tienen una vida más corta, por el veneno. Ella, al enterarse de esto, asigna a Ky a otro trabajo para que pueda obtener un nuevo empleo.
Durante una sesión de Excursionismo, Ky y Cassia admiten sus sentimientos el uno al otro y se besan. Sin embargo, su romance se detiene cuando la reasignación de trabajo de Ky le traslada a otra provincia. Se llevan a Ky en medio de la noche, y sus padres adoptivos revelan al vecindario que está siendo llevado a las Provincias Exteriores para luchar la guerra de la Sociedad con el "enemigo" y es probable que muera. Funcionarios de la Sociedad ordenan a todo testigo de este acontecimiento que tomen una pastilla roja para borrar su recuerdo del incidente, pero Cassia es capaz de evitar tomarlo, y se revela que Xander es inmune a los efectos de la píldora.
A la mañana siguiente Cassia y su familia se enteran de que van a ser trasladados a las tierras de cultivo. La oficial de la sociedad que le dijo sobre el error de la microficha a Cassia dice que todo era un experimento para ver su reacción, pero Cassia es capaz de realizar que la Oficial está mintiendo y en realidad no sabe cómo la cara de Ky terminó en la microficha. Cassia decide que ella escapara a las Provincias Exteriores e intentara de encontrar a Ky. Sus padres le ayudan con su plan, y Xander le da pastillas azules, a pesar de que él está enamorado de ella y sabiendo que ella está enamorada de Ky. La historia termina con Cassia pensando en el poema que su abuelo le dio, "No entres dócil".

### Personajes
Cassia Maria Reyes es la protagonista del libro. Descrita con ojos verdes cabello castaño dorado y estatura media. Al iniciar el libro es emparejada con Xander. Pero al ver la información de Xander en su microficha observa que en la microficha aparece otra persona, Ky Markham. Cuando Cassia elige como actividad recreativa excursionismo, descubre un compañero de clase, Ky. Cuando en las clases de excursionismo Ky le enseña a Cassia actividades prohibidas, como escribir. Cassia se enamora de Ky.
Ky Markham es un aberrante y está enamorado de Cassia. Descrito con ojos azules, cabello oscuro, musculoso y alto. Aparece por accidente en la microficha de Cassia lo cual hace que se interese por él. Es nacido en las provincias exteriores, en donde la sociedad asesino a sus padres cuando Ky era solo un niño. La sociedad después trae a Ky a la sociedad a vivir con sus tíos. Ky trabaja en una fábrica de alimentos, en donde Cassia descubre que los trabajadores de esta viven menos de lo regular ya que en la cena final de aquellos con tercera edad los envenan. Al finalizar el libro Ky es trasladado a las provincias exteriores para luchar contra el "enemigo".
Xander Thomas Carrow es el mejor amigo de Cassia y está enamorado de ella. Descrito con ojos azules cabello rubio, alto y musculoso. Es la pareja asignada de Cassia. Al finalizar el libro Xander le revela a Cassia que él es inmune a las pastillas rojas. La profesión que la sociedad a elegido para Xander es médico, por lo que él tiene acceso a pastillas azules, las cuales al final del libro le entrega a Cassia para que vaya a buscar a Ky.
Samuel Reyes es el abuelo de Cassia. Antes de la noche del banquete de Cassia le entrega un compacto que contiene un poema prohibido por la sociedad: "no entres dócil" Samuel, al igual que todos aquellos que cumplen 80 años en la sociedad, es envenenado en su última cena. Para evitar que la sociedad obtenga su tejido, le pide al padre de Cassia que lo esconda de la sociedad.
Bram Reyes es el hermano de Cassia. Tiene doce años de edad, y al igual que Cassia tiene ojos verdes y cabello Castaño.

## Temas
Un tema clave en la novela y a lo largo de la trilogía es la sintonía con el arte, que se ve reforzado por el estilo poético de Condie. El poema de Dylan Thomas "Do not go gentle into that good night" sirve de inspiración a Cassia en la novela y en toda la serie. Àdemás, la novela trata temas como la represión frente a la libertad, el orden frente a la imposición, el aislamiento frente a la comunidad, y la familia frente a la sociedad.

### Adaptación al cine
Disney compró los derechos cinematográficos de la trilogía Matched el 16 de septiembre de 2010, antes de que el libro fuera publicado. Paramount Pictures había tomado parte en las ofertas, pero Disney la obtuvo finalmente. Adam Shankman (quien dirigió A Walk To Remember y dirigió y produjo Hairspray) y Jennifer Gibgot han firmado para producir la película. Kieran Mulroney fue contratado para escribir el guion que David Slade dirigirá.